# Anette Abrahamsson
Anette Abrahamsson, född 6 maj 1954 i Norrköping, är en svensk målare.
Anette Abrahamsson utbildade sig vid Kunstakademiet i Köpenhamn 1978–1983. På 1980-talet målade hon främst expressionistiska bilder med kantiga figurer, men övergick senare till ett abstrakt, dekorativt måleri, ofta med postmoderna referenser till äldre måleri.
Hon var lärare på Målarskolan Forum i Malmö 1989–1995, på Konsthögskolan i Malmö 1995–2001, på Det Fynske Kunstakademi i Odense. 2001–07 och blev professor i måleri på Kunstakademiet i Köpenhamn 2008.

## Offentliga verk i urval
- Fyra målningar, konfirmandrum, Sankt Matthæus Kirke, Köpenhamn, 2005
- Hyresbostäder, Norrköpings kommun, 2002
- Århus Amtssygehus i Århus, 2000
- Svärtinge skola, Norrköpings kommun, 1990
- Sydkraft, Malmö, 1995

Abrahamsson är representerad vid bland annat Moderna museet, Kalmar konstmuseum och Norrköpings Konstmuseum.